# Hedius Lollianus Terentius Gentianus

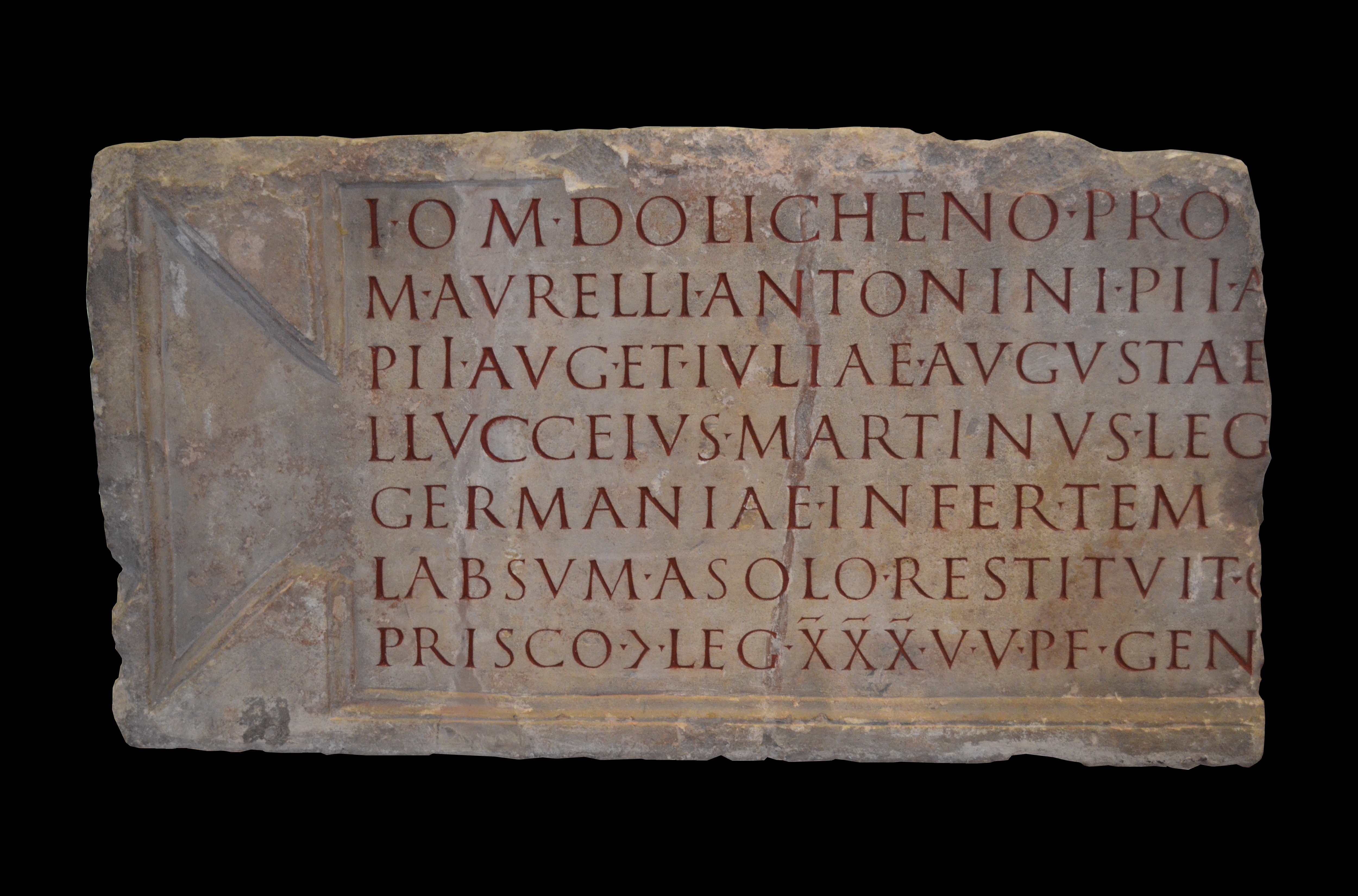
Die Inschrift

Hedius Lollianus Terentius Gentianus (* wahrscheinlich Pollentia in Ligurien) war ein römischer Politiker und Senator zur Zeit des Septimius Severus. 
Lollianus stammte wahrscheinlich aus Pollentia in Ligurien (Italien). Sein Vater war Quintus Hedius Rufus Lollianus Gentianus, Suffektkonsul um 186. Er wurde 211 ordentlicher Konsul; dies ist durch eine Inschrift belegt, die in Colonia Claudia Ara Agrippinensium gefunden wurde. Sein Bruder war Quintus Hedius Lollianus Plautius Avitus, Konsul im Jahr 209.